# Barrois champenois
Pour les articles homonymes, voir Barrois (homonymie).
Le Barrois champenois (ne pas confondre avec le Barrois lorrain de Bar-le-Duc) est une micro-région naturelle de France située au sud-est de la Champagne.

## Localisation administrative
Le Barrois champenois qui correspond à une partie de l'ancien comté de Bar tient son nom des villes de Bar-sur-Seine et Bar-sur-Aube. Situé dans l'ancienne région administrative de Champagne-Ardenne il s'étend entre le sud-est du département de l'Aube (Pays d'Othe et Chaourçois) et le sud-ouest de la Haute-Marne.

## Géographie physique

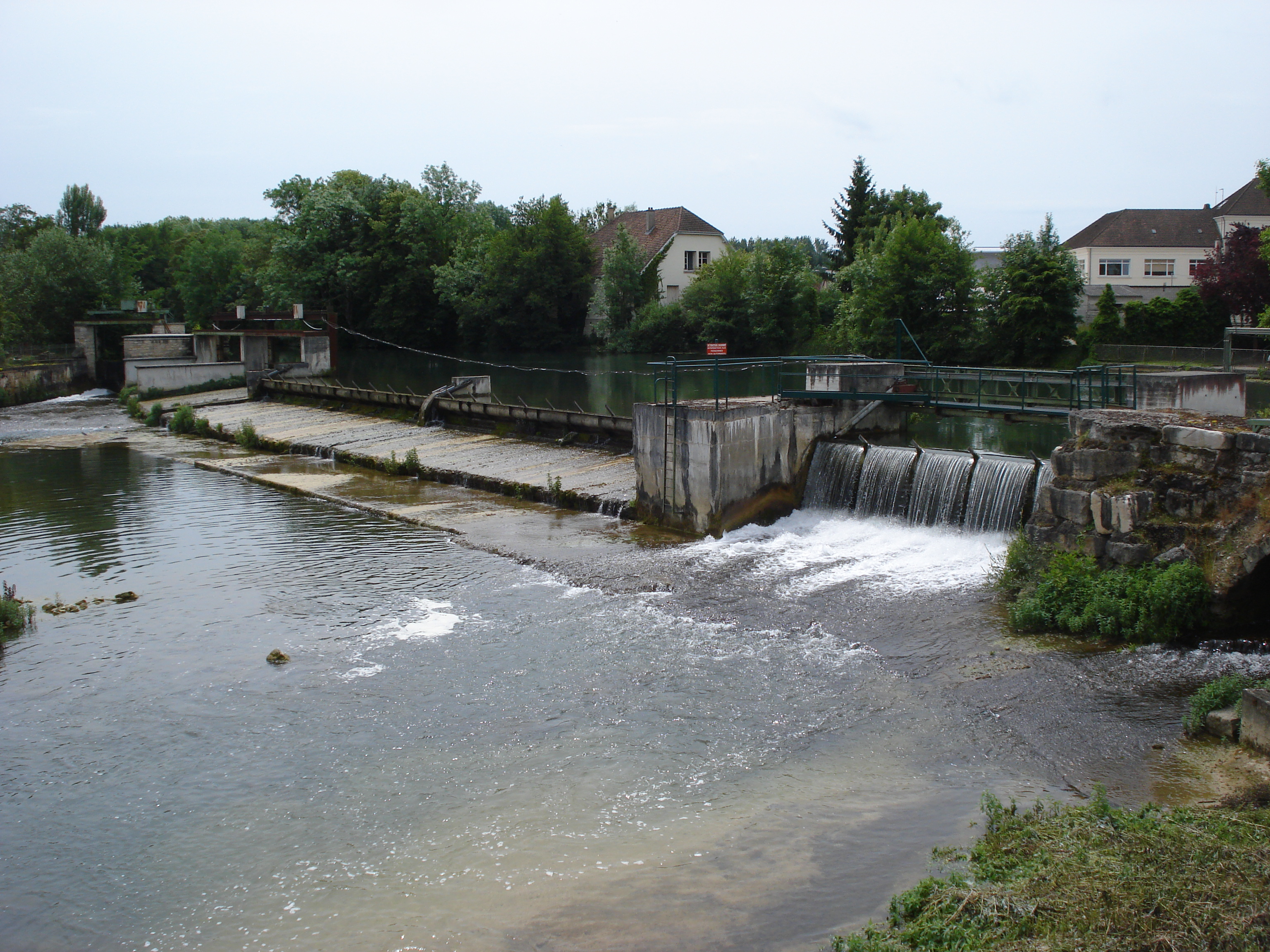
La Seine à Bar-sur-Seine.

### Orographie et géologie
Le Barrois champenois est une cuesta du sud-est du Bassin parisien correspondant à la partie sud de la côte de Champagne. Il forme, avec le plateau de Langres, la partie centrale du seuil morvano-vosgien.

### Hydrographie
La cuesta du Barrois champenois est notamment entaillée par la Marne, la Laigne, la Seine, l’Ource, l’Arce et l’Aube.

### Régions naturelles limitrophes
Le Barrois champenois est entouré :

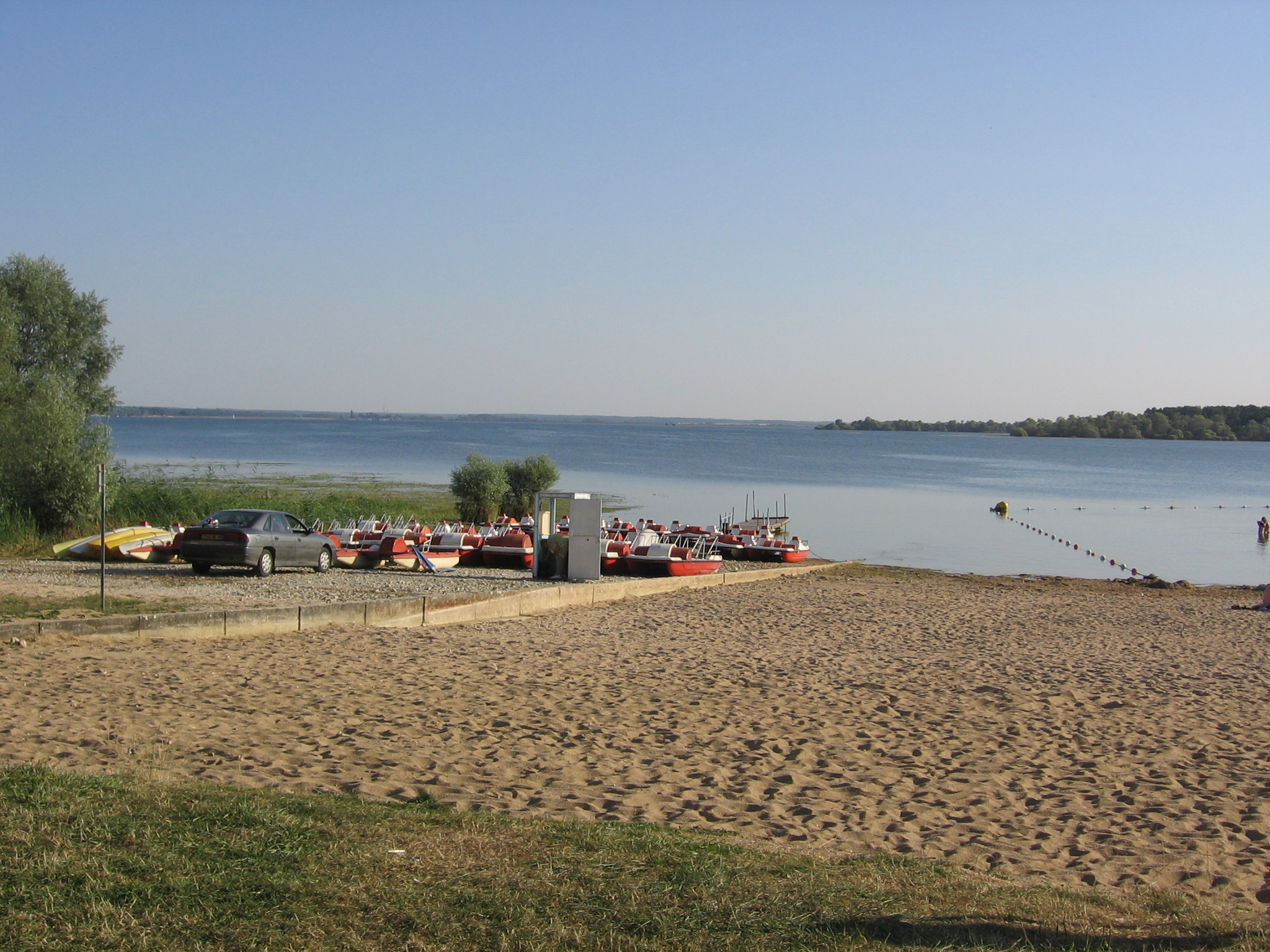
La plage du Géraudot (lac d'Orient).

- à l'ouest, par la Champagne humide dont le Parc naturel régional de la forêt d'Orient[2]. L'aménagement de ces plans d'eau est devenu un enjeu touristique important pour toutes les régions avoisinantes ;
- à l'est de la vallée de la Marne, par la côte corallienne (relevant du Barrois champenois) en limite avec le Bassigny ;
- au sud-est, par le plateau de Langres (Langrois) ;
- au sud, par le Châtillonnais ;
- au nord, par le Vallage.

## Subdivisions  naturelles

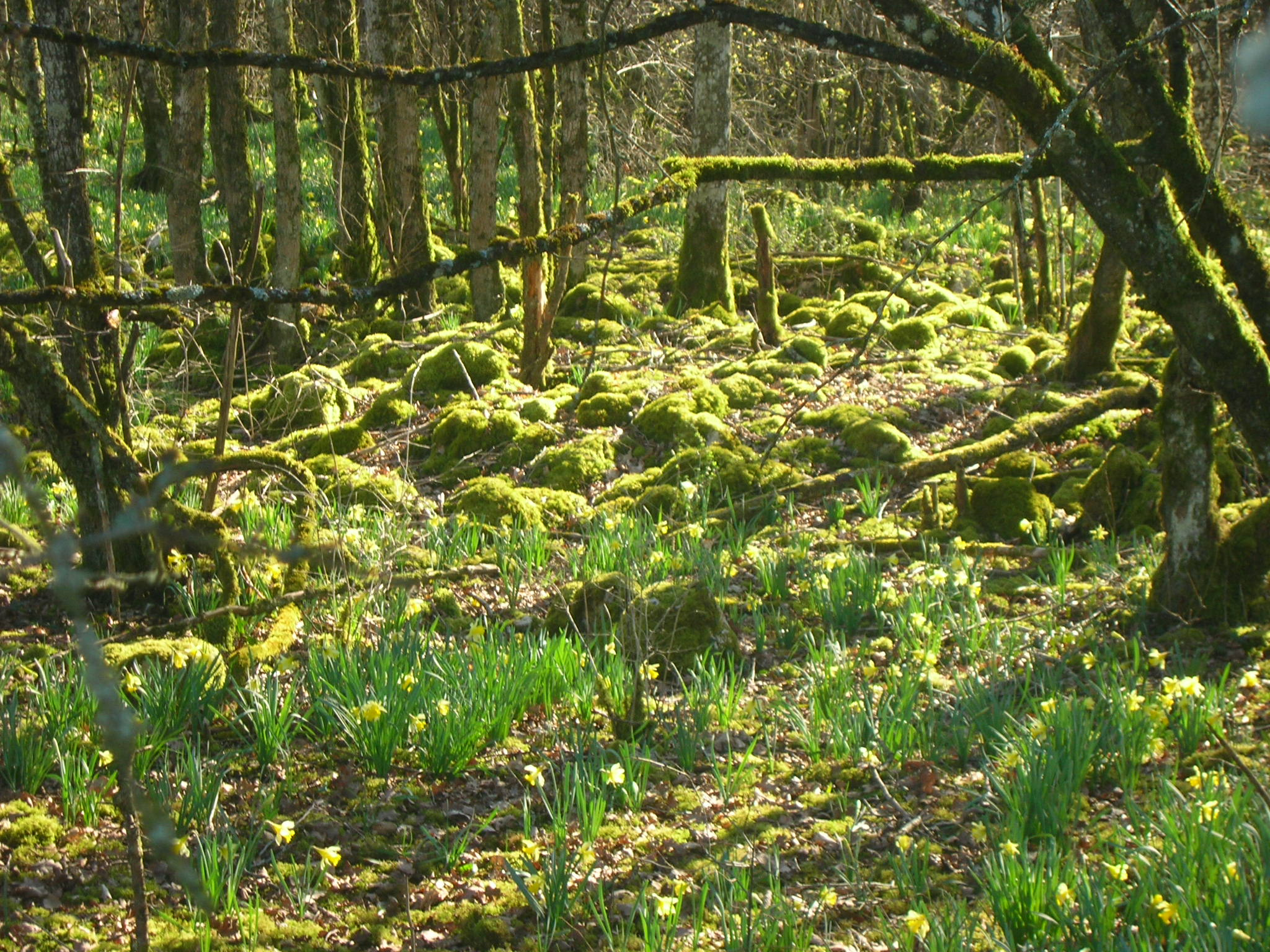
Forêt domaniale d'Arc-en-Barrois.

Du sud au nord, on rencontre :

### Barrois forestier
Le Barrois champenois forestier occupe l’ensemble des plateaux du Barrois, à l’exception du secteur viticole et des
zones de piémont à faibles pentes. Il se présente comme un vaste plateau d'altitude comprise entre 300 et 400 m, entaillé de nombreuses rivières qui limitent la taille des surfaces planes. D'où une impression générale de succession de vallées et plateaux. Les sols, qui reposent sur différents types de calcaire, sont fortement argileux, carbonatés et de faible épaisseur sur les plateaux, plus épais et de type brun sur les coteaux. Les tufières de Rolampont et de Rouvres-sur-Aube ainsi que l'exsurgence du Corgebin résultent de la géomorphologie karstique de cette subdivision. La forêt d'Arc-en-Barrois qui accueille une population importante de gros gibier est un lieu d'étude de la sélectivité et disponibilité des plantes pour les cervidés. C'est une des trois composantes du Parc national des Forêts de Champagne et Bourgogne.

### Vallée de la Marne du Barrois champenois
La Marne et ses affluents forment en Haute-Marne, dans l'arrière-côte du Vallage entre Eurville et Vraincourt, un paysage particulier. Pour rejoindre la vallée encaissée de la Marne, ses affluents ont taillé dans le plateau calcaire de nombreuses petites vallées aux pentes boisées. Au-dessus de ce paysage fermé, les plateaux contrastent par leur platitude et leur profondeur de champ.

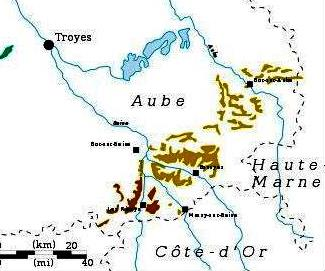
La Côte des Bar et les lacs d'Orient.

### Barrois viticole
Aussi désigné aussi comme côte des Bar le Barrois champenois viticole est situé entre le Barrois champenois ouvert et le Barrois champenois forestier. Il correspond à un secteur où le plateau calcaire est percé par de nombreuses rivières — la Sarce, la Laigne, la Seine, l’Ource, l’Arce, le Landion, l’Aube et la Bresse — qui ont taillé des vallées souvent encaissées, créant un paysage de coteaux. Cette succession de plateaux et vallées est constituée de sols très contrastés. Les plateaux ont un sol argilocalcaire, caillouteux et d’une épaisseur plus faible sur ses bordures (10 à 20 cm). Les vallées ont des sols plus épais dans leur partie basse et presque inexistants dans leur partie haute. Le Barrois viticole jouxte au sud le Châtillonnais au niveau des Riceys et de Mussy-sur-Seine.

### Barrois ouvert
Le Barrois champenois ouvert limité au nord par la dépression de la Champagne humide est situé sur les zones à faible pente des plateaux du Barrois champenois et sur le secteur plat à l’Est de la Marne. Sa topographie présente un contexte de plateau aux grandes superficies ouvertes en trois ensembles disjoints séparés par les vallées. Les sols qui reposent sur différents types de calcaires sont argilo-limoneux et assez profonds pour être propices à la grande culture. La régularité du relief a donc permis le développement d’une agriculture intensive où les céréales dominent.

## Histoire

### Protohistoire et antiquité
Parmi de nombreux gisements anciens un oppidum qui fait l'objet de fouilles aux environs de Bar-sur-Aube atteste d'une occupation celtique ancienne du Barrois champenois qui fait partie du territoire des Lingons. Ceux-ci auraient laissé au haut-Moyen Âge leur nom à Langres, héritière de la cité des Lingons.

### Moyen-Âge

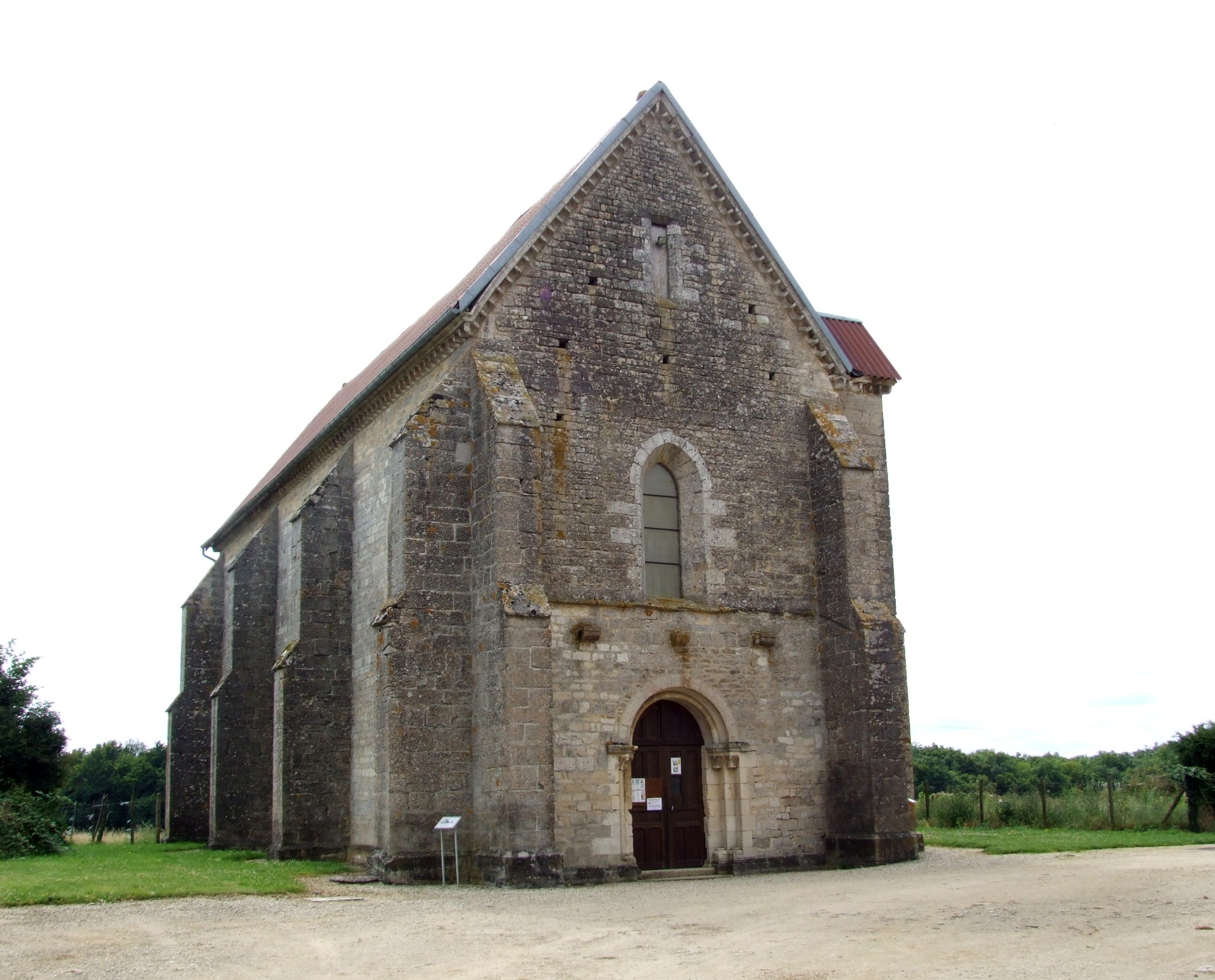
Commanderie d'Avalleur.

Le comté de Bar appartient jusqu'aux débuts du XIIIe siècle au duché de Bourgogne. Son histoire se confond alors aussi avec celle des évêques de Langres, ducs et pairs de France. Proche du pays natal d'Hugues de Payns c'est aussi au XIIe siècle une terre de développement de l'Ordre du Temple dont les commanderies sont ensuite souvent reprises par les Hospitaliers : Avalleur, Corgebin, Mormant, Thors ...
En 1219 après le décès en croisade du dernier comte de Bar, Milon IV, le comté passe aux comtes de Champagne puis au domaine royal en 1284 avec le mariage de Jeanne de Navarre, née à Bar-sur-Seine, et de Philippe le Bel. Philippe III de Bourgogne se le réapproprie en 1424 mais après la mort de Charles le Téméraire en 1477 tout le duché de Bourgogne, dont le Barséquanois, revient à la couronne sous Louis XI.

### Temps modernes

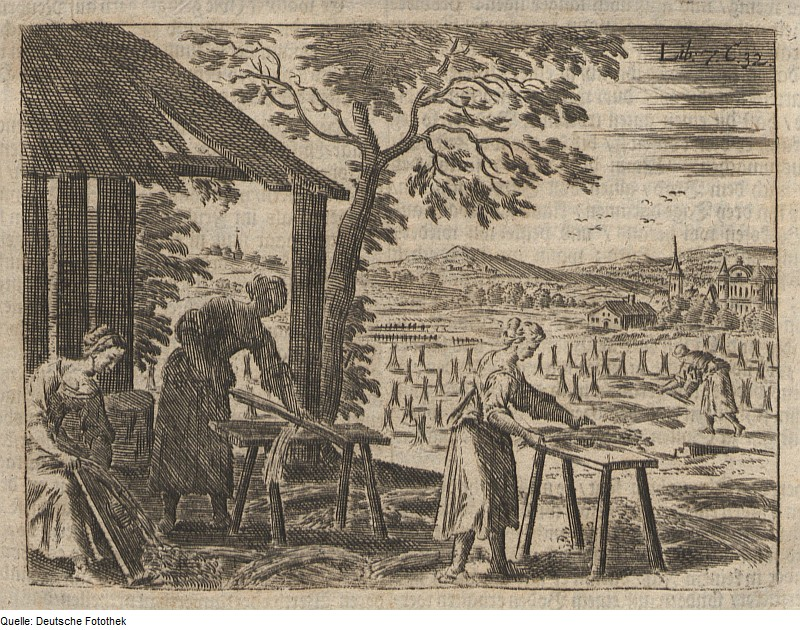
Travail du chanvre au XVII.

## Économie
L'économie de chacune des grandes régions est sous-tendue par sa nature dominante : 
- exploitation du bois et activités cynégétiques en zone de forêt ;
- champagne sur la côte des Bar ;
- céréales et élevage sur les plateaux.

Bar-sur-Aube est le premier producteur français de paille de chanvre.

## Tourisme
Le tourisme est actif en particulier à proximité des plans d'eau, des parcours de pêche à la ligne et de centres dont le patrimoine culturel est de plus en plus valorisé. Outre son patrimoine naturel, cette région est en effet aussi remarquable pour : 
- Essoyes au centre qui conserve l'atelier d'Auguste Renoir qui a longuement séjourné sur la commune[12] ;
- Mussy-sur-Seine au sud qui, jusqu'à la Révolution s'appelle Mussy-l'Évêque[13], a été un atelier majeur de la statuaire champenoise et une résidence des évêques de Langres ;
- Bar-sur-Aube et Troyes aux deux extrémités de la région qui sont des pôles culturels importants.

La route touristique du Champagne permet de parcourir la côte des Bar en 220 kilomètres.